# 埃奇蒙特 (加利福尼亞州河濱縣)
埃奇蒙特（英語：Edgemont）是位於美國加利福尼亞州河濱縣的一個非建制地區。該地的面積和人口皆未知。

## 地理
埃奇蒙特的座標為33°55′00″N 117°16′43″W / 33.91667°N 117.27861°W，而該地的平均海拔高度為474米（即1554英尺）。